# Sigurd Haanes
Sigurd Clausen Haanes (* 1. August 1913 in Oslo; † 3. April 1943 nahe Calverley, Leeds, Vereinigtes Königreich) war ein norwegischer Skispringer.

## Werdegang
Haanes erreichte bei der Nordischen Skiweltmeisterschaft 1937 in Chamonix-Mont-Blanc im Skispringen von der Normalschanze den vierten Platz und verpasste damit nur knapp die Medaillenränge. Er sprang 1940 auf dem Holmenkollen mit einem Sprung auf 66 Meter einen neuen Schanzenrekord. Damit übertraf er seinen Landsmann Reidar Karlsen nur um einen halben Meter. Noch im gleichen Jahr wurde er in die Armee eingezogen und nahm am Norwegen-Feldzug als Teil einer Ski-Staffel teil. Nach dem Feldzug reiste er nach Großbritannien und machte dort eine Ausbildung zum Piloten bei der Royal Air Force. Am 3. April 1943 verstarb Haanes bei einem Flugzeugunglück nahe Calverley. Sigurd Haanes war der Sohn von Thorgny Haanes und dessen Frau Hedvig Kristine Clausen. Zudem war er der Bruder des Tennisspielers Johan Haanes.